# La Boixeda (Sant Julià de Vilatorta)
La Boixeda és una masia pocs metres al nord de Vilalleons al terme de Sant Julià de Vilatorta (Osona) inclosa en l'Inventari del Patrimoni Arquitectònic de Catalunya.

## Masia
Es tracta d'una masia de planta basilical (8 × 12 m.), amb la façana orientada a ponent. Consta de planta baixa, primer pis i golfes en el cos central. A la part E. hi passa l'antic camí ral de Vic a Puig-l'agulla. La façana presenta un portal d'arc deprimit o convex i una finestra a la planta. Dues finestres i un portal al primer pis amb ampits i una llinda datada, a les golfes s'hi obre una altra finestra. A la part esquerra s'hi adossa un cos de planta quadrada cobert a una vessant s'hi forma un petit porxo amb barana de fusta. A migdia hi ha una finestra a la planta i dues al primer pis. A llevant dues finestres recents a la planta, la finestra del primer amb l'ampit motllurat i una creu a la llinda. A les golfes s'hi obre una altra finestra. A tramuntana s'hi adossen dos cossos un d'antic i l'altre construït amb totxo. L'estat de conservació és bo.
És una antiga masia esmentada al fogatge de la parròquia i terme de Vilalleons de l'any 1553, aleshores era habitat per «Loys Boxeda». La finestra del primer pis de la façana principal duu la data de 1688.

## Cabana
Hi ha una cabana de planta rectangular (6 m. × 7m.), coberta a dues vessants amb el carener perpendicular a la façana la qual està situada a llevant. Consta de planta baixa i altell de fusta. La façana presenta un portal d'arc rebaixat, de totxo, i dues espieres del mateix material. Damunt l'arc hi ha un carreu datat. A migdia hi ha un cos nou de totxo i a tramuntana un altre. A ponent el mur és cec. El ràfec sobresurt força a la part de la façana. La cabana es troba davant de l'era de batre i de la masia. És construïda amb pedra basta unida amb morter de calç. L'estat de conservació és mitjà. La història de la cabana va unida a la del mas. Damunt de l'arc de la cabana hi ha la inscripció: «AÑ 1865»